# Vuelta al Táchira 1970
La 5.ª edición de la Vuelta al Táchira se disputó desde el 11 hasta el 20 de enero de 1970.
Perteneció al calendario de la Federación Venezolana de Ciclismo. El recorrido contó con 10 etapas y 1380 km, transitando el departamento colombiano de Norte de Santander y por los estados Barinas, Mérida y Táchira.
El ganador fue el colombiano Álvaro Pachón del equipo Selección de Colombia, quien fue escoltado en el podio por Pablo Hernández y Miguel Samacá.
Las clasificaciones secundarias fueron; Álvaro Pachón la montaña y el sprints y la clasificación por equipos la ganó Selección de Colombia.

## Equipos participantes
Participaron varios equipos conformados por entre 6 y 8 corredores, con equipos de Venezuela, España, Guatemala y Colombia.
| - Lotería del Táchira - Selección de Táchira - Selección de Táchira B - Selección de Táchira C - Selección de Táchira D - Selección de Zulia - Selección de Trujillo - Selección de Monagas - Selección de Mérida - Selección de Lara - Selección de Barinas - Selección de Monagas - Ministerio de Obras Públicas - Ministerio de Obras Públicas B | - Selección de Colombia - Selección de España - Selección de Guatemala |

## Etapas
| Etapa | Fecha       | Recorrido                     | Km  | Ganador         | Lider         |
| 1ª    | 11 de enero | Circuito en San Cristóbal     | 72  | Álvaro Pachón   | Álvaro Pachón |
| 2ª    | 12 de enero | San Cristóbal - Táriba        | 178 | Manuel Puerto   | Álvaro Pachón |
| 3ª    | 13 de enero | San Cristóbal - Santa Bárbara | 150 | José Albelda    | Álvaro Pachón |
| 4ª    | 14 de enero | Santa Bárbara - Barinas       | 150 | Miguel Samacá   | Álvaro Pachón |
| 5ª    | 15 de enero | Barinas - Mérida              | 178 | Pablo Hernández | Álvaro Pachón |
| 6ª    | 16 de enero | Mérida - Tovar                | 91  | Santos Bermúdez | Álvaro Pachón |
| 7ª    | 17 de enero | Tovar - La Grita              | 140 | Vicente Laguna  | Álvaro Pachón |
| 8ª    | 18 de enero | La Grita - Rubio              | 139 | Pablo Hernández | Álvaro Pachón |
| 9ª    | 19 de enero | Rubio - Pamplona              | 147 | Álvaro Pachón   | Álvaro Pachón |
| 10.ª  | 20 de enero | Pamplona - San Cristóbal      | 135 | Álvaro Pachón   | Álvaro Pachón |

## Clasificaciones

### Clasificación general
| Posición | Ciclista          | Equipo                 | Tiempo     |
|          | Álvaro Pachón     | Selección de Colombia  | 38:57:32   |
| 2º       | Pablo Hernández   | Selección de Colombia  | + 00:34:59 |
| 3º       | Miguel Samacá     | Selección de Colombia  | + 00:35:36 |
| 4º       | Nicolás Reidtler  | Selección de Táchira   | + 00:39:18 |
| 5º       | Evaristo Oliva    | Selección de Guatemala | + 01:03:05 |
| 6º       | Marcos Avendaño   | Selección de Táchira B | + 01:05:07 |
| 7º       | Manuel Puerto     | Selección de Colombia  | + 01:05:28 |
| 8º       | Fulgencio Sánchez | Selección de España    | + 01:09:17 |
| 9º       | Domingo Guerrero  | Selección de Táchira   | + 01:15:22 |
| 10º      | José Albelda      | Selección de España    | + 01:22:33 |

### Clasificación por puntos
| Posición | Ciclista     | Equipo       | Puntos |
|          | Bandera de ? | Bandera de ? |        |
| 2°       | Bandera de ? | Bandera de ? |        |
| 3°       | Bandera de ? | Bandera de ? |        |

### Clasificación de la montaña
| Posición | Ciclista        | Equipo                | Puntos |
|          | Álvaro Pachón   | Selección de Colombia | 40     |
| 2°       | Pablo Hernández | Selección de Colombia | 30     |
| 3°       | Miguel Samacá   | Selección de Colombia | 20     |

### Clasificación de los sprints
| Posición | Ciclista      | Equipo                 | Puntos |
|          | Álvaro Pachón | Selección de Colombia  | 45     |
| 2°       | José Gómez    | Selección de España    | 35     |
| 3°       | David Parra   | Selección de Táchira B | 25     |

### Clasificación sub-23
| Posición | Ciclista     | Equipo       | Tiempo |
|          | Bandera de ? | Bandera de ? |        |
| 2°       | Bandera de ? | Bandera de ? |        |
| 3°       | Bandera de ? | Bandera de ? |        |

### Clasificación por equipos
| Posición | Equipo                | Tiempo    |
|          | Selección de Colombia | 118h03'56 |
| 2°       | Selección de Táchira  | 120h06'33 |
| 3°       | Selección de España   | 121h21'33 |